# 만월 (드라마)
《만월》은 1987년 6월 14일에 MBC TV에서 방영된 베스트셀러극장이다.

## 줄거리
서울 외곽의 한 변두리 마을 공터에서 금붕어 장사로 생계를 이어가고 있는 우 영감(변희봉)과 간이 회전목마 장사를 하는 월산댁(전양자)은 틈만 나면 다투고 반목한다. 그 이유는 월산댁이 회전목마를 작동하면서 어린이들을 모으기 위한 의도로 동요 '고향의 봄'을 녹음기로 계속 틀자 실향민 출신인 우 영감이 이를 못마땅하게 생각하기 때문이었다. 우 영감은 '고향의 봄'을 듣기만 해도 그리운 고향의 모습과 추억이 떠올라 견딜 수 없어 한다. 부근 공사장에서 구두닦이를 하는 고아 석이(이민우)는 두 사람이 다투는 모습을 보고 두 사람을 화해시키기 위해 노력하는데...

## 출연
- 변희봉
- 전양자
- 이민우
- 최주봉
- 김주영
- 김석옥
- 김성자
- 유승봉
- 김주명
- 이성룡
- 김지영
- 김우각
- 안성진
- 지현숙
- 양종민
- 김경락